# Stereophonics
Stereophonics је британска рок музичка група основана 1992. године у Велсу. Објавили су дванаест студијских албума, од којих је осам заузело врх топ-листе у Уједињеном Краљевству. Најпознатије песме су им Have a Nice Day и Dakota.

## Дискографија
- (1997)
- (1999)
- (2001)
- (2003)
- (2005)
- (2007)
- (2009)
- (2013)
- (2015)
- (2017)
- (2019)
- (2022)
- Make 'em Laugh, Make 'em Cry, Make 'em Wait (2025)